# Łazy Małe pod Kubrykiem
Łazy Małe pod Kubrykiem – kolonia w Polsce, w województwie dolnośląskim, w powiecie milickim, w gminie Krośnice.
Do 31 grudnia 2024 miejscowość była przysiółkiem wsi Łazy Wielkie.